# CREM
CREM (англ. CAMP responsive element modulator) – білок, який кодується однойменним геном, розташованим у людей на короткому плечі 10-ї хромосоми. Довжина поліпептидного ланцюга білка становить 361 амінокислот, а молекулярна маса — 38 940.
| 10         |  | 20         |  | 30         |  | 40         |  | 50         |
| ---------- |  | ---------- |  | ---------- |  | ---------- |  | ---------- |
| MSKCARKKYI |  | KTNPRQMTME |  | TVESQHDGSI |  | TASLTESKSA |  | HVQTQTGQNS |
| IPALAQVSVA |  | GSGTRRGSPA |  | VTLVQLPSGQ |  | TIHVQGVIQT |  | PQPWVIQSSE |
| IHTVQVAAIA |  | ETDESAESEG |  | VIDSHKRREI |  | LSRRPSYRKI |  | LNELSSDVPG |
| VPKIEEERSE |  | EEGTPPSIAT |  | MAVPTSIYQT |  | STGQYIAIAQ |  | GGTIQISNPG |
| SDGVQGLQAL |  | TMTNSGAPPP |  | GATIVQYAAQ |  | SADGTQQFFV |  | PGSQVVVQDE |
| ETELAPSHMA |  | AATGDMPTYQ |  | IRAPTAALPQ |  | GVVMAASPGS |  | LHSPQQLAEE |
| ATRKRELRLM |  | KNREAAKECR |  | RRKKEYVKCL |  | ESRVAVLEVQ |  | NKKLIEELET |
| LKDICSPKTD |  | Y          |  |            |  |            |  |            |

A: Аланін

C: Цистеїн

D: Аспарагінова кислота

E: Глутамінова кислота

F: Фенілаланін

G: Гліцин

H: Гістидин

I: Ізолейцин

K: Лізин

L: Лейцин

M: Метіонін

N: Аспарагін

P: Пролін

Q: Глутамін

R: Аргінін

S: Серин

T: Треонін

V: Валін

W: Триптофан

Кодований геном білок за функціями належить до репресорів, активаторів, білків розвитку, фосфопротеїнів. 
Задіяний у таких біологічних процесах, як транскрипція, регуляція транскрипції, біологічні ритми, диференціація клітин, сперматогенез, альтернативний сплайсинг. 
Білок має сайт для зв'язування з ДНК. 
Локалізований у цитоплазмі, ядрі.